# Verson

Verson este o comună în departamentul Calvados, Franța. În 1 ianuarie 2022 avea o populație de 3.927 de locuitori.